# Spoorlijn Malmö C - Ystad - Simrishamn
Spoorlijn Malmö C - Ystad - Simrishamn is een Zweedse spoorlijn tussen de steden Malmö en Simrishamn en bestaat uit de volgende delen:
- Malmö - Ystad, een spoorlijn tussen Malmö en Ystad
- Ystad - Tomelilla, een spoorlijn tussen Ystad en Tomelilla
- Tomelilla - Simrishamn, een spoorlijn tussen Tomelilla en Simrishamn